# Ernst Christoph Friedrich Knorre
Ernst Christoph Friedrich Knorre (Haldensleben, 11 de dezembro de 1759 — Tartu, 1 de dezembro de 1810) foi um matemático e astrônomo alemão.

## Vida
Viveu e trabalhou na atual Estônia, onde foi professor de matemática na Universidade de Tartu. Seu filho Karl Friedrich Knorre e seu neto Viktor Knorre foram também conhecidos astrônomos. O JPL nomeou um asteroide em memória das três gerações de astrônomos Knorre.

## Obras
- Leitfaden bei meinen mathematischen Vorlesungen, Dorpat 1803
- Leitfaden für den Religionsunterricht in der Töchterschule zu Dorpat